# Mead (jezioro)

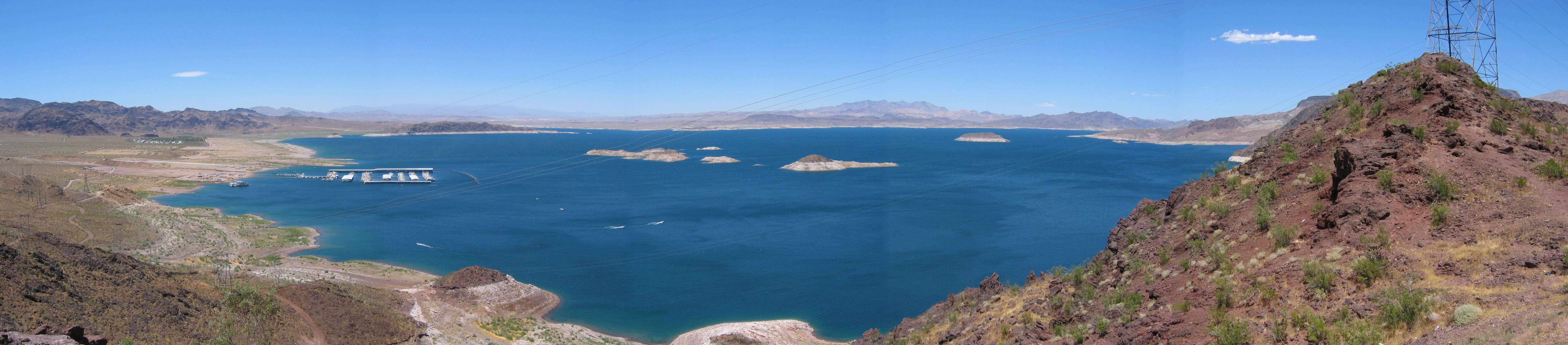
panorama jeziora

Mead (ang. Lake Mead) – sztuczne jezioro w Stanach Zjednoczonych, na pograniczu stanów Nevada i Arizona, utworzone przez przegrodzenie biegu rzeki Kolorado i spiętrzenie jego wód zaporą Hoovera, wybudowaną w latach 1931-1936.

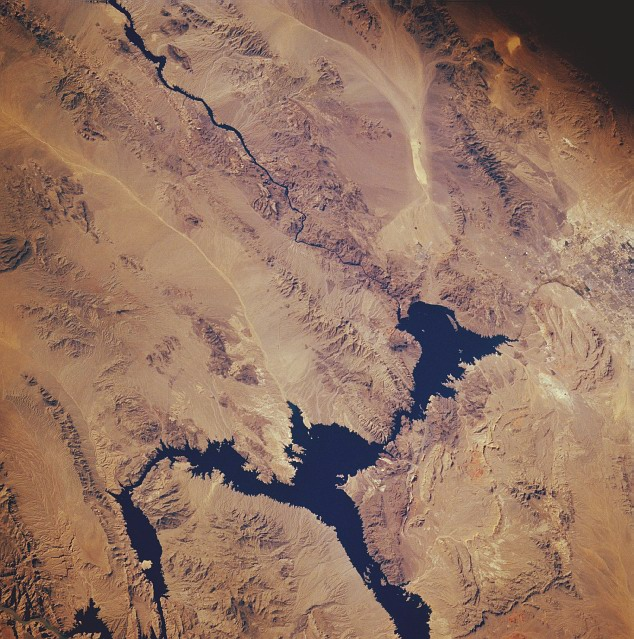
fotografia satelitarna

Powstały zbiornik o powierzchni ok. 640 km² ma długość około 180 km i mieści około 35 km³ wody wykorzystywanej do zaopatrzenia akweduktami miejscowości w stanach Kalifornia i Nevada, w tym znajdującego się kilkanaście kilometrów zachód od zachodniego brzegu jeziora miasta Las Vegas. Zbiornik jest głównym źródłem zaopatrzenia w wodę dla ponad 20 milionów ludzi.
Wokół jeziora i na jego akwenie powstał obszar rekreacyjny – Lake Mead National Recreation Area.
Nazwa jeziora pochodzi od nazwiska Elwooda Meada, w latach 1924-1936 rządowego komisarza Biura ds. Melioracji Stanów Zjednoczonych (United States Bureau of Reclamation), jednego z pomysłodawców i realizatorów budowy zapory Hoovera (a także dwóch innych dużych projektów tego rodzaju - zapory Grand Coulee na rzece Kolumbia w stanie Waszyngton i zapory na rzece Owyhee w stanie Oregon).
Podczas wypełniania się jeziora wodami rzeki Kolorado w latach 30. XX wieku niezbędne było wysiedlenie kilku miejscowości, które zostały zalane; największą z nich była miejscowość St. Thomas, którą ostatni mieszkaniec opuścił w 1938 roku. Przy niskich stanach wody w jeziorze ruiny tej miejscowości bywają widoczne nad powierzchnią wody.
Z powodu suszy, od 2000 do 2022 roku poziom wód jeziora opadł o 43 m, do rzędnej 326,6 m n.p.m.